# Довборово (деревня, Минский район)
Довборово (бел. Даўбаро́ва) — деревня в Минском районе Минской области Республики Беларусь. В составе Шершунского сельсовета.

## География
Пролегает автомобильная дорога Н8965.
Ближайшие населённые пункты п. Довборово, Кукелевщина, Ожики и др.

### Гидрография
Около реки Удранка.

## Этимология
Название одноименное, от двухосновного балтско-литовского имени Dau-bar'as. В литовской антропонимии известны соответствующие именные основы Dau- и Bar-.
Довбер или Добер (Dauber, Daber) — имя германского происхождения.

## История
В 1905 году в Радошковской волости Вилейского уезда Виленской губернии.

## Население

### Численность
- 2012 год — 3 жителя

### Динамика
- 1905 год — 97 жителей (42 муж. и 55 жен.)[5]
- 1999 год — 8 жителей (перепись населения)
- 2009 год — 5 жителей (перепись населения)[5]
- 2012 год — 3 жителя